# BMW Serie 1
El BMW Serie 1 es un automóvil compacto de gama alta producido por el fabricante alemán BMW desde el año 2004. Sus principales rivales son el Alfa Romeo Giulietta (2010), el Audi A3, el Lexus CT y el Mercedes-Benz Clase A. 
El Serie 1 se ofrecía inicialmente solamente con tres o cinco puertas, y cinco plazas  (código de chasis: E87). Una versión "hatchback" de tres puertas (E81) fue puesta a la venta a mediados de año 2007, un cupé de dos puertas y cuatro plazas (E82) a finales de 2007, y un descapotable de cuatro plazas con techo de lona(E88) a principios de 2008. El Serie 1 "hatchback" se presentó oficialmente en el Salón del Automóvil de París de 2004, el cupé en el Salón del Automóvil de Ginebra de 2007, el Salón del Automóvil de Fráncfort de 2007, y el descapotable en el Salón del Automóvil de Detroit de 2008.

## E81/E82/E87/E88 (2004-2011)
Sus dimensiones exteriores son similares a las de otros modelos del segmento. En contraste, presenta una distancia entre ejes más larga de lo habitual en su categoría (2660 mm) y tiene motor delantero longitudinal y tracción trasera. Tiene un maletero de capacidad variable que va desde 330 hasta 1150 litros con los asientos posteriores abatidos, ofreciendo así una mayor capacidad.
El Serie 1 incorpora varios elementos de seguridad: luz de freno de intensidad variable, control de tracción y control de frenada en curva (CBC).
El 3 de agosto de 2010, BMW Argentina lanzó una versión de entrada a gama del Serie 1. Se ofrece sólo con carrocería de tres puertas. Tiene el conocido motor de cuatro cilindros, con 1.596 centímetros cúbicos de cilindrada y 115 caballos de potencia que hasta ahora llevaba el Serie 1 de cinco puertas. Caja manual de seis velocidades, tracción trasera. Fue el BMW más barato a la venta en la Argentina. Con la llegada de esta versión se discontinuó el 116i de cinco puertas. El único opcional disponible es el navegador satelital. Sin garantía. 
El 9 de diciembre de 2010, BMW Argentina lanzó al mercado argentino a una nueva versión del Serie 1 Coupe. Esta versión incluye un pack deportivo BMW-Performance, que afecta a la estética. Utiliza un motor seis cilindros, 3.0 biturbo con caja manual de seis velocidades. La estética de esta versión es sobresaliente. Lo malo es el precio, ya que cuesta mucho más que la variante cupé sin el paquete. El paquete BMW-Performance consiste en llantas de aleación de 18 o 19 pulgadas, suspensión rebajada en 10 milímetros, discos de frenos delanteros ventilados de 17 pulgadas, caja de cambios con el recorrido acortado un 25%, espóiler trasero en fibra de carbono y retrovisores externos con carcasas de fibra de carbono. Por dentro se puede equipar con butacas de competición en fibra de carbono y un volante en cuero y Alcántara con display digital en la parte superior: viene con cronómetro para medir tiempos de vuelta, la fuerza G de las aceleraciones y la temperatura de agua y aceite. De esta manera, el BMW Serie 1 Coupe tiene una nueva versión en Argentina. Sin garantía. 
El 21 de noviembre de 2011, BMW Argentina lanzó al mercado argentino a una nueva versión del Serie 1 Coupe. Es una versión desarrollada por M Performance, a la cual se le ensanchó la carrocería, tiene capacidad para cuatro personas. Llega importado de Alemania. Equipa un motor naftero de seis cilindros, 3.0 biturbo, 340 cv, caja manual de seis velocidades y tracción trasera. Su velocidad máxima es de 250 KM/H y acelera de 0 a 100 en 4.9 segundos. Lo malo fue su precio. Viene de serie con diferencial autoblocante M, dirección asistida M, tren de rodaje M, volante de cuero M, butacas deportivas M y llantas de aleación M de 19 pulgadas. La gama de colores para nuestro mercado está compuesta por sólo tres tonalidades: Valencia Orange (naranja metalizado), Saphirschwarz (negro metalizado) y Alpinweiss (blanco sólido). De esta manera, el BMW Serie 1 Coupe se vende en dos versiones en Argentina. Sin garantia. 
El 11 de noviembre de 2011, BMW Argentina lanzó al mercado argentino lanzó a la segunda generación del Serie 1. Creció en todas sus dimensiones y, en un primer momento, se ofreció en la carrocería de cinco puertas. Llegó importado de Alemania. Se ofreció en un motor naftero 1.6 de 170 cv. También se ofreció en un motor turbodiésel 2.0 de 143 cv. Se ofrecieron con caja manual de seis marchas o automática de ocho marchas. Tracción trasera. Con el cambio generacional, aumentó la capacidad del baúl y las plazas traseras. Además, sigue siendo el único hatchback segmento C en tener tracción trasera. Sin dudas, el diseño es mejorable. En las dos motorizaciones –y sin variación de precio- se ofrecen los niveles de terminación Sport Line y Urban Line, que se distinguen por detalles exclusivos en parrilla, espejos retrovisores, llantas, escape, llave, tapizados y volante. De esta manera, el BMW Serie 1 ahora se vende en cuatro versiones, sin garantía.   

### Motores

#### Pre-reestilización
Gasolina
- 116i · (2004-2008) · 1596 cc I4, 16 válvulas, 116 CV (85 kW), 150 Nm

(2008-2011) 1.6 16 v de 122 cvs
este modelo tiene otra versión la F1, de 130 cv similar al 118i (95 kW), 180 Nm
- 118i · (2005-2007) · 1995 cc I4, 16 válvulas, 129 CV (95 kW), 180 Nm
- 120i · (2004-2007) · 1995 cc I4, 16 válvulas, 150 CV (110 kW), 200 Nm
- 130i · (2006-200) · 2996 cc I6, 24 válvulas, 265 CV (195 kW), 315 Nm

Diésel
- 118d · (2004-2007) · 1995 cc I4, 16 válvulas, 122 CV (90 kW), 280 Nm
- 120d · (2004-2011) · 1995 cc I4, 16 válvulas, 163 CV (120 kW), 340 Nm

El menos potente (116i) es el único con caja sólo manual de seis velocidades, el resto usa una caja de seis velocidades manual o automática. 
El 130i, 125i y 135i van equipados con un bloque de motor de seis cilindros en línea, todos los demás motores montan cuatro cilindros en línea.
En el 2007 se agregaron nuevas motorizaciones y se modificaron las previas:

#### Post-reestilización
Gasolina
- 116i . (2009-2011) . 1995 cc I4, 16 válvulas, 122 CV (91 kW), 185 Nm
- 118i . (2007-2011) . 1995 cc I4, 16 válvulas, 143 CV (107 kW), 190 Nm
- 120i . (2007-2011) . 1995 cc I4, 16 válvulas, 170 CV (127 kW), 210 Nm
- 125i · (2007-2011) · 2996 cc I6, 24 válvulas, 218 CV (163 kW), 270 Nm
- 130i · (2007-2011) · 2996 cc I6, 24 válvulas, 265 CV (195 kW), 315 Nm
- 135i · (2007-2011) · 2979 cc I6, 24 válvulas, 306 CV (225 kW), 400 Nm

Diésel
- 116d . (2009-2011) . 1995 cc I4, 16 válvulas, 116 CV, 260 Nm
- 118d · (2007-2011) · 1995 cc I4, 16 válvulas, 143 CV, 300 Nm
- 120d · (2007-2011) · 1995 cc I4, 16 válvulas, 177 CV, 350 Nm
- 123d · (2008-2011) · 1995 cc I4, 16 válvulas, 204 CV, 400 Nm (biturbo)

Exceptuando el 123d, los tres diésel restantes equipan un turbo de geometría variable.

## F20 (2011-2019)
BMW presentó al público en el Salón del Automóvil de Franckfort del 2011 lo que sería el sucesor del BMW Serie 1 hatchback de 5 puertas, el cual equipa con un nuevo motor a gasolina de 1.6L y para su versión diésel un 2.0L, disponible tanto en 3 como 5 puertas.
A finales de 2014 el Serie 1 F20 recibió su primer restyling, denominado F20 LCI, en el que se renovaba detalles exteriores como nuevo diseño de pilotos delanteros y traseros. Los faros delanteros con tecnología led y traseros con un diseño muy similar a los montados en sus hermanos mayores (Serie 3 F30, Serie 4 F32 y Serie 5 F11).  A su vez, en 2016 se renovaron todas las motorizaciones tanto de motores diésel como gasolina, implementando la nueva gama de motores para cumplir la futura normativa Euro 6.
A mediados de 2017, Bmw renovó el interior del F20 restyling, creando el denominado F20 LCI 2, implementando un nuevo diseño en el cuadro y salpicadero, así como la nueva generación de iDrive 6, y la nueva línea M sport shadow edition, donde se modificaban detalles como las llantas, parrillas, colas de escape en negro y faros traseros ligeramente ahumados.
El 11 de noviembre de 2011, BMW Argentina lanzó al mercado argentino lanzó a la segunda generación del Serie 1. Creció en todas sus dimensiones y, en un primer momento, se ofreció en la carrocería de cinco puertas. Llegó importado de Alemania. Se ofreció en un motor naftero 1.6 de 170 cv. También se ofreció en un motor turbodiésel 2.0 de 143 cv. Se ofrecieron con caja manual de seis marchas o automática de ocho marchas. Tracción trasera. Con el cambio generacional, aumentó la capacidad del baúl y las plazas traseras. Además, sigue siendo el único hatchback segmento C en tener tracción trasera. Sin dudas, el diseño es mejorable. En las dos motorizaciones –y sin variación de precio- se ofrecen los niveles de terminación Sport Line y Urban Line, que se distinguen por detalles exclusivos en parrilla, espejos retrovisores, llantas, escape, llave, tapizados y volante. De esta manera, el BMW Serie 1 ahora se vende en cuatro versiones, sin garantía.
El 4 de abril de 2012, BMW Argentina lanzó una nueva versión del Serie 1. La versión de entrada a gama que complementa a la nueva Serie 1 de BMW, que está a la venta en la Argentina desde noviembre de 2011. Motor naftero 1.6 litros de cuatro cilindros, con 16 válvulas y 136 caballos de potencia. Caja manual de seis velocidades o automática de ocho marchas, tracción trasera. Alcanza una velocidad máxima de 210 km/h y acelera de 0 a 100 km/h en 8,5 segundos (9,1 con caja automática). Fue el BMW más barato a la venta en la Argentina. A pesar de haber llegado a un acuerdo con el Gobierno para destrabar sus importaciones, BMW aún no había llegado normalizar de manera completa la liberación en Aduana y entrega de sus vehículos. Viene de serie con seis airbags, frenos ABS, control de estabilidad, control de tracción y sistema Start/Stop. Sin variación de precio, se ofrecen los niveles de terminación Sport Line y Urban Line, que se distinguen por detalles exclusivos en parrilla, espejos retrovisores, llantas, escape, llave, tapizados y volante. Garantía de tres años o 100.000 kilómetros.
El 13 de junio de 2013, BMW Argentina lanzó una nueva versión con carrocería de tres puertas del nuevo Serie 1. El 125i tiene un motor de cuatro cilindros en línea, con 16 válvulas, 1.997 centímetros cúbicos, inyección directa, turbocompresor de doble entrada, intercooler y 218 caballos de potencia. Caja manual de seis velocidades o automática de ocho marchas, tracción trasera. El M135i tiene un motor de seis cilindros en línea, con 24 válvulas, 2.979 centímetros cúbicos, inyección directa, doble turbocompresor, intercooler y 320 caballos de potencia (es el mismo motor del Serie 1 M Coupé, pero con 20 cv menos). Caja automática deportiva de ocho velocidades y levas al volante, tracción trasera. Las prestaciones de las dos versiones. El 125i acelera de 0 a 100 km/h en 6,4 segundos y alcanza los 245 km/h. El M135i acelera en 5,1 segundos y tiene la máxima limitada a 250 km/h. 

### Motores
Pre-reestilización
Gasolina
- 114i . (2012-2015) . 1598 cc I4, 1 El válvulas, 102 CV (75 kW), 180 Nm
- 116i . (2011-2015) . 1598 cc I4, 16 válvulas, 136 CV (100 kW), 220 Nm
- 118i . (2011-2015) . 1598 cc I4, 16 válvulas, 170 CV (125 kW), 250 Nm
- 120i · (2015-2018) · 1598 cc I4, 16 válvulas, 177 CV (130 kW), 250 Nm
- 125i · (2012-2016) · 1997 cc I4, 16 válvulas, 218 CV (160 kW), 310 Nm
- M135i . (2012-2015) . 2979 cc I6, 24 válvulas, 320 CV (235 kW), 450 Nm

Diésel
- 114d . (2012-2015) . 1598 cc I4, 16 válvulas, 95 CV (70 kW), 235 Nm
- 118d . (2011-2015) . 1995 cc I4, 16 válvulas, 143 CV (105 kW), 320 Nm
- 120d . (2011-2015) . 1995 cc I4, 16 válvulas, 184 CV (135 kW), 380 Nm
- 125d . (2012-2015) . 1995 cc I4, 16 válvulas, 218 CV (160 kW), 450 Nm

El primer año de la serie F20 restyling, no sufrió ningún cambio en las motorizaciones, salvo a partir de 2016 cuando Bmw renovó por completo todos los motores. Es por eso, que podemos encontrar modelos restyling entre 2015 y 2016 con motores de su antecesor F20, como el 120i, M135i, algún 116i e incluso el 114i que fue descontinuado junto al 114d en 2016.
Post-reestilación
Gasolina
- 116i . (2015-2019) . 1598 cc I3, 12 válvulas, 109 CV (80 kW), 180 Nm
- 118i . (2015-2019) . 1598 cc I3, 12 válvulas, 136 CV (100 kW), 220 Nm
- 120i · (2018-2019) · 1998 cc I4, 16 válvulas, 184 CV (135 kW), 290 Nm
- 125i · (2016-2019) · 1998 cc I4, 16 válvulas, 224 CV (165 kW), 310 Nm
- M135i . (2015-2016) . 2979 cc I6, 24 válvulas, 320 CV (235 kW), 450 Nm
- M140i . (2016-2019) . 2998 cc I6, 24 válvulas, 340 CV (250 kW), 500 Nm

Diésel
- 116d . (2015-2019) . 1496 cc I3, 12 válvulas, 116 CV (85 kW), 270 Nm
- 118d . (2015-2019) . 1995 cc I4, 16 válvulas, 150 CV (110 kW), 320 Nm
- 120d . (2015-2019) . 1995 cc I4, 16 válvulas, 190 CV (140 kW), 400 Nm
- 125d . (2015-2019) . 1995 cc I4, 16 válvulas, 224 CV (165 kW), 450 Nm

## F40 (2019-2024)
Sin duda para el mercado español, una de las novedades que se pueden ver hoy (28/09/2019) en el salón del automóvil de Frankfurt es la 3.ª generación de la serie 1 de BMW (llamada internamente como F40). La llegada estaba prevista para 2020, pero su lanzamiento local se adelantó bastante, dado que las primeras unidades llegarán a nuestro país en los meses de octubre (118i) y noviembre (118i City y Urban). Su preventa comenzó el pasado viernes con precios entre los 30.300€ (118i) y los 51.700€ (M135i xDrive).
Esta nueva generación del BMW Serie 1 da un salto considerable a nivel tecnológico, puesto que abandona la configuración de tracción trasera que ha caracterizado a este modelo desde el lanzamiento del BMW Serie 3 Compact en la década de los noventa, y en su lugar estrena una nueva plataforma de tracción delantera compartida con el resto de modelos compactos de BMW y la gama MINI. Solo se encuentra disponible en 5 puertas, abandonando la configuración de 3 de las generaciones anteriores.
En cuanto a las motorizaciones, se han mantenido las mismas que podemos encontrar en su generación anterior a partir de 2016 que equipó Bmw en el F20 restyling, modificando algunos valores insignificantes en cuanto a términos de potencia en el 118i y 120i.

### Motores
Gasolina
- 116i . (2020-Act.) . 1499 cc I3, 12 válvulas, 109 CV (80 kW), 190 Nm
- 118i . (2019-Act.) . 1499 cc I3, 12 válvulas, 140 CV (103 kW), 220 Nm
- 120i . (2020-Act.) . 1998 cc I4, 16 válvulas, 178 CV (131 kW), 280 Nm
- 128ti ·(2020-Act.) · 1998 cc I4, 16 válvulas, 265 CV (195 kW), 400 Nm
- M135i ·(2019-Act.) · 1998 cc I4, 16 válvulas, 306 CV (225 kW), 450 Nm

Diésel
- 116d . (2019-Act.) . 1496 cc I3, 12 válvulas, 116 CV (85 kW), 270 Nm
- 118d . (2019-Act.) . 1995 cc I4, 16 válvulas, 150 CV (110 kW), 350 Nm
- 120d . (2020-Act.) . 1995 cc I4, 16 válvulas, 190 CV (140 kW), 400 Nm

## F70 (2024 - Actualidad)
La nueva generación del BMW Serie 1 (código interno, F70) fue lanzada el 5 de junio de 2024. Aunque en si, es un restyling profundo del Serie 1 (F40) BMW lo denomina la cuarta generación. Sigue, como en su predecesor, con la plataforma UKL2 con tracción delantera. Ofrecen 2 motorizaciones diésel, 118d con 150cv y 120d con 163cv (incorpora tecnología híbrida de 48voltios, de igual forma en el 120) y otras 3 con gasolina, 116, 122cv y 120, 170cv. Todas estas versiones se pueden configurar con Caja Steptronic con Doble Embrague y Caja Automática con Levas. Por último, tenemos la versión deportiva M135i xDrive (Tracción alas cuatro ruedas) con 300cv. Todos los motores tienen la misma cilindrada que la generación anterior, pero cambia la potencia en varios modelos. En el interior se destaca el baúl de 380l, el nuevo sistema multimedia incorporado en 2 pantallas curvas en forma panorámica. Son de 10,25 y 10,7 pulgadas. La longitud ha aumentado en 42 milímetros, hasta los 4.361 milímetros, mientras que la distancia entre ejes es de 2.670 mm. La anchura llega a 1.800 milímetros y la altura se ha incrementado en 25 mm, hasta los 1.459. Se vende solo en Europa y llegara a Latinoamérica. Empieza entre los 29.000 y 35.000 euros, dependiendo del país.